# Benvenuto Cellini
Benvenuto Cellini [čelíny] (3. listopadu 1500 Florencie – 13. února 1571 tamtéž) byl italský zlatník, sochař a spisovatel, který se stal známý svými manýristickými kovovými sochami na přechodu renesance a baroka, šperky a mincemi i knihou Vlastní životopis. Mezi jeho nejznámější dochovaná díla patří zlatnická práce slánka a bronzová socha Persea s hlavou Medúzy.

## Život
Benvenuto se narodil jako druhý syn už starším rodičům, kteří na své první dítě čekali po svatbě 18 let. Otec byl hudebník a stavěl hudební nástroje, i Benvenuto měl být hudebníkem. Přestože měl talent a naučil se hrát na flétnu a lesní roh, prosadil si vlastní cestu a od 13 let se učil zlatníkem. Již v mladém věku se projevovala jeho prchlivá, nespoutaná povaha, která ho přivedla do mnohých hádek a potyček. Potíže kvůli vznětlivé povaze jej provázely po celý život a neustále se stěhoval z jednoho města do druhého. V roce 1516 se zapletl do rvačky a musel opustit Florencii, přes Sienu, Bolognu a Pisu se dostal do Říma.
Od roku 1519 žil v Římě, kde se věnoval zlatnické práci. Jeho stříbrné svícny a medaile upoutaly pozornost papeže Klementa VII., který ho přijal jako flétnistu do svého orchestru. Od roku 1521 na naléhání svého otce znovu pobýval ve Florencii, ale na konci 1523 se zapletl do potyčky, zranil dýkou své protivníky a musel uprchnout do Říma. 

V roce 1524 si otevřel vlastní dílnu, ve které vyráběl šperky, zlaté a stříbrné předměty, pečeti. Získal si vojenskou slávu za statečnost, kterou prokázal při obraně Říma v roce 1527, když zabil vojevůdce Karla III. Bourbonského. Cellini se však mohl vrátit do Florencie, kde vytvořil několik zlatých medailí, z nichž nejznámější jsou Herkules a nemejský lev a Atlas podpírající sféru. V roce 1529 odešel opět do Říma, kde pracoval pro papežskou mincovnu. Kvůli svým prohřeškům postupně ztrácel papežovu přízeň. Poté, co zabil vraha svého bratra a v hádce zranil papežského úředníka, uprchl v roce 1534 do Neapole. Na přímluvu několika kardinálů byl omilostněn a vrátil se do Říma pracovat pro nového papeže Pavla III. Dopustil se tam dalších zločinů a v roce 1537 byl uvězněn v Andělském hradě na základě obvinění z krádeže části majetku Klementa VII. Během svého věznění se Cellini neúspěšně pokusil o útěk, v roce 1539 stal terčem pokusu o vraždu požitím diamantového prachu. Byl propuštěn na přímluvu ferrarského kardinála Ippolita d’Este, pro kterého vytvořil pečeť a dva štukové portréty. Začal pracovat na návrhu své slánky, která je jeho jedinou zachovanou zlatnickou prací. Nakonec ji vyrobil pro francouzského krále Františka I., který ho v září 1540 pozval ke dvoru do Francie.  Roku 1562 byla zachráněna před roztavením, v roce 1570 byla věnována do umělecké sbírky vévody Ferdinanda Tyrolského a později se dostala do Vídně.  Ve Francii Cellini umělecky vyzrál, ze zlatníka se proměnil v sochaře. Vliv fontainebleauské školy s prvky manýrismu se projevil v návrzích soch pro výzdobu zámeckého parku i na figurách slánky (alegorie Země a Moře). Cellini u dvora vedl nevázaný milostný život a v roce 1544 se jedné z jeho milenek narodila dcera, kterou pojmenoval Costanza.

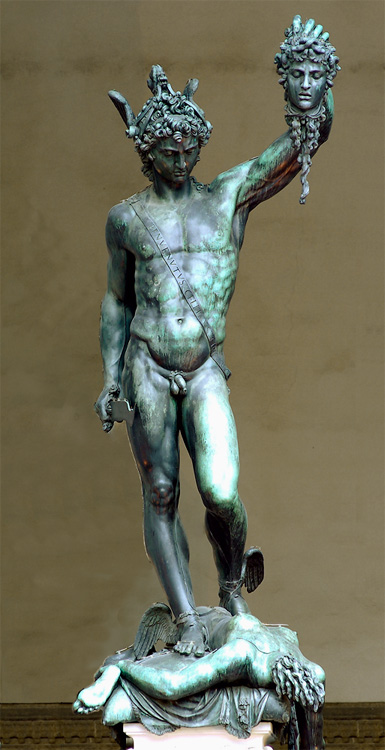
Perseus s hlavou Medusy (1545–54, Florencie)

Kvůli intrikám na dvoře se po pěti letech vrátil do Florencie, kde pracoval jako zlatník a získal si velký obdiv svou statečností při obraně města. Vévoda Cosimo I. ho povýšil na dvorního sochaře a daroval mu elegantní dům na Via del Rosario, kde Cellini postavil slévárnu. V roce 1545 začal pracovat na velké soše Persea pro Náměstí signorie ve Florencii. Bronzová socha byla odlita v roce 1549, ale dalších pět let Cellini pracoval na její úpravě. Slavnostně byla instalována na náměstí v dubnu 1554.  Mezi další Celliniho díla z tohoto období patří busta Cosima I., restaurování starověkého Ganymeda a socha mramorového Narcise (1548-49), provedení bronzových sošek Jupitera, Danae s Perseem jako dítětem, Minervy, Merkura, umístěných na podstavci Persea (1552). V roce 1548 se na čas uchýlil do Benátek poté, co byl obviněn z provozování neobvyklých sexuálních praktik (sodomie).
Po dokončení Persea začal psát svůj životopis (Vita, 1558–1567), když od vévody Cosima nedostal zaplaceno a neměl další objednávky. Paměti diktoval svému pomocníkovi, protože sám nebyl zvyklý držet v ruce pero. Neukončený rukopis byl vydán tiskem roku 1728 v Neapoli.  V roce 1803 pak vyšel v Goethově překladu v němčině a přispěl k tomu, že Celliniho jméno, které již bylo téměř zapomenuto, se stalo známým i mimo odborníky na umění. Napsal také sonety a v letech 1565–1568 pojednání o sochařství a zlatnictví.
Po krátkém pokusu o kněžskou kariéru se v roce 1562 oženil se služkou Pierou de' Parigi, se kterou měl podle svých slov pět dětí, z nichž ho přežil pouze syn a dvě dcery.
Roku 1564 byl Akademií pověřen, aby se zúčastnil Michelangelova pohřbu jako jeden z jejích zástupců, což svědčí o úctě, které se ve Florencii těšil.
Benvenuto Cellini zemřel ve Florencii 13. února 1571. Krátce před svou smrtí daroval všechny své sochy Františkovi I. Medicejskému. Byl pohřben v kapli sv. Lukáše kláštera Svaté Annunziaty.

## Dílo

### Sochy
Větší část Celliniho děl monumentálních rozměrů se ztratila nebo byla zničena. Dochovaly se:
- Bronzová socha Perseus s hlavou Medusy v Logii Lanzi na náměstí ve Florencii
- velký bronzový reliéf Nymfy pro bránu zámku ve Fontainebleau je nyní umístěn v Louvru
- Ukřižovaný Kristus (mramor), původně určený pro vlastní hrob, nyní se nachází v Escorialu (Španělsko)

- busta Cosima I. Medicejského ze skupiny portrétů osobností
- busta římského bankéře Binda Altovitiho

### Zlatnictví
- Figurální slánka (italsky saliera) s řeckými mytologickými figurkami Deméter a Poseidóna jako alegorie Země a Moře, zhotovená pro francouzského krále Františka I. roku 1543 ze zlata na voskovém a olověném jádře. Je vystavena v Uměleckohistorickém muzeu ve Vídni. Roku 2003 byla slánka z vitríny uloupena a později nalezena nedaleko Zwettlu.[3]
- Medaile a mince, mj. portrétní (papež Pavel III., Klement VII., král František I., )
- Návrhy na pečeti s popiskami a vysvětlením

### Literární dílo
Velký podíl na Celliniho slávě měl a má Vlastní životopis (Vita), který psal od roku 1556. Jsou to velmi podrobné a otevřené paměti, kde nijak neskrývá své zločiny, nicméně píše velmi sebejistě o svých úspěších a dobrodružstvích. Napsal také několik pojednání o technikách zlatnictví a sochařství.

## Ohlas
Cellini byl po staletí téměř zapomenut a byl znovu objeven až v první polovině 19. století, po vydání jeho autobiografie v Goethově překladu. Jeho paměti inspirovaly romány A. Dumase st., operu H. Berlioze, různé muzikály i S. Dalího. Několikrát jej připomíná například Victor Hugo, Herman Melville, Mark Twain nebo Agatha Christie. Celliniho líčení jeho doby se významně odráží i v románu Karla Schulze „Kámen a bolest“.

## Galerie

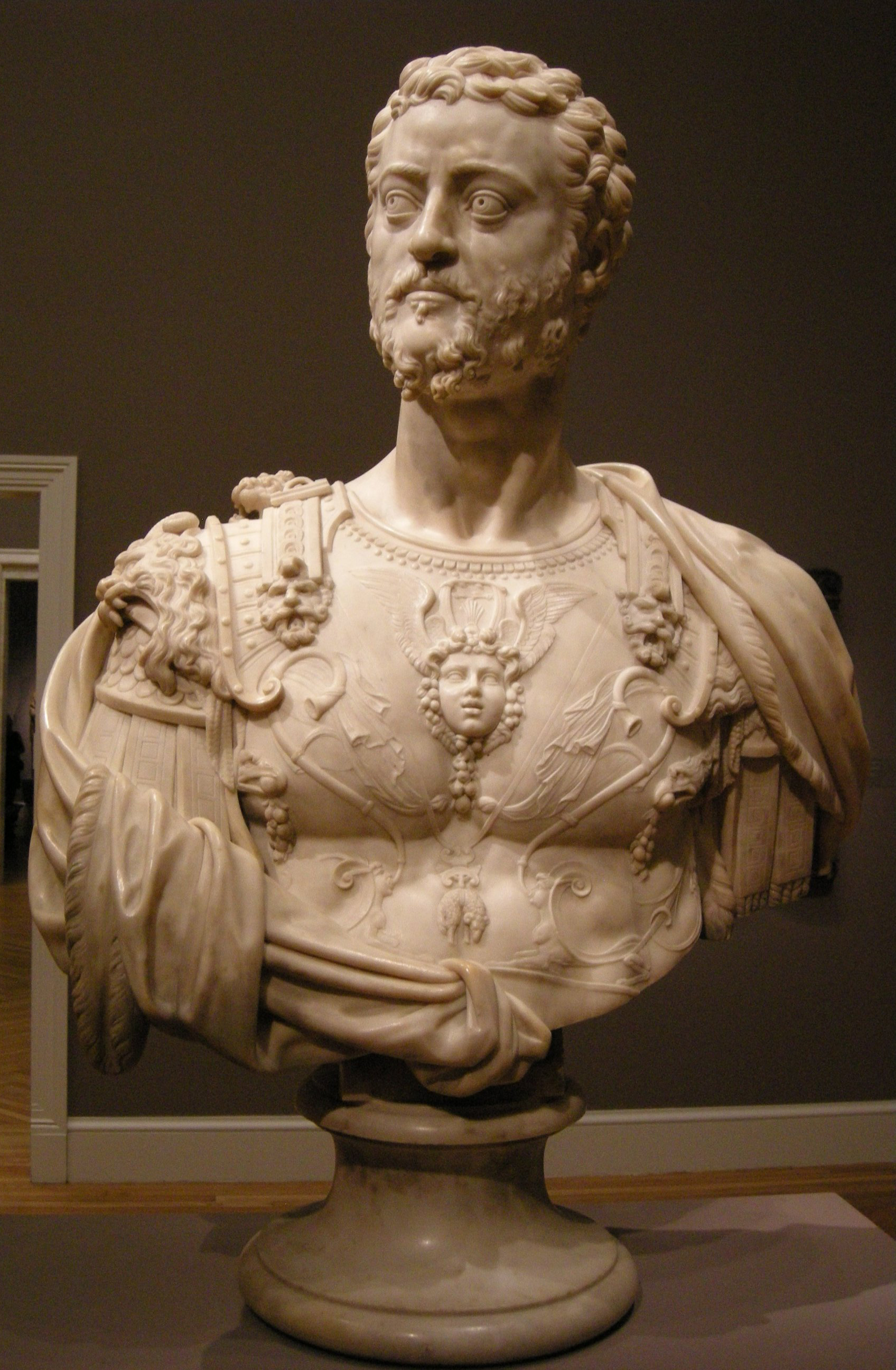
Busta Cosima I. Medici
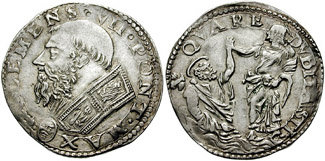
Mince papeže Klementa VII. (1523–34)
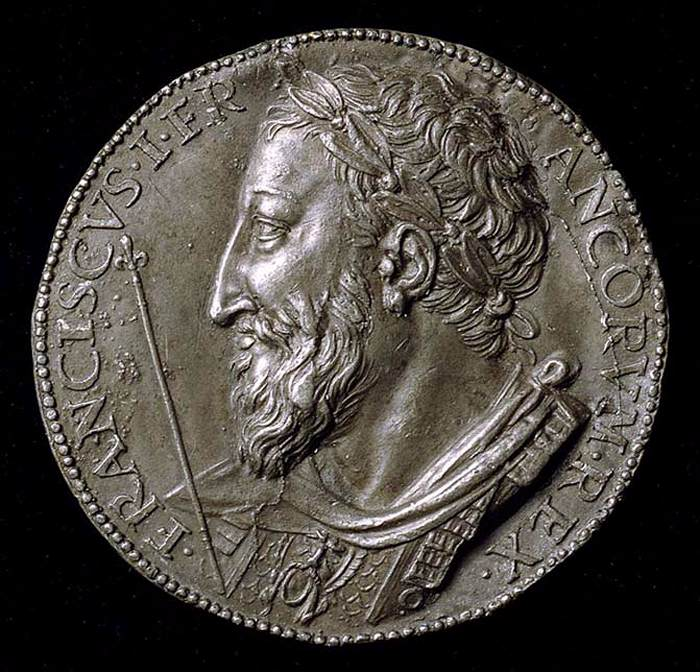
Medaile Františka I. Francouzského
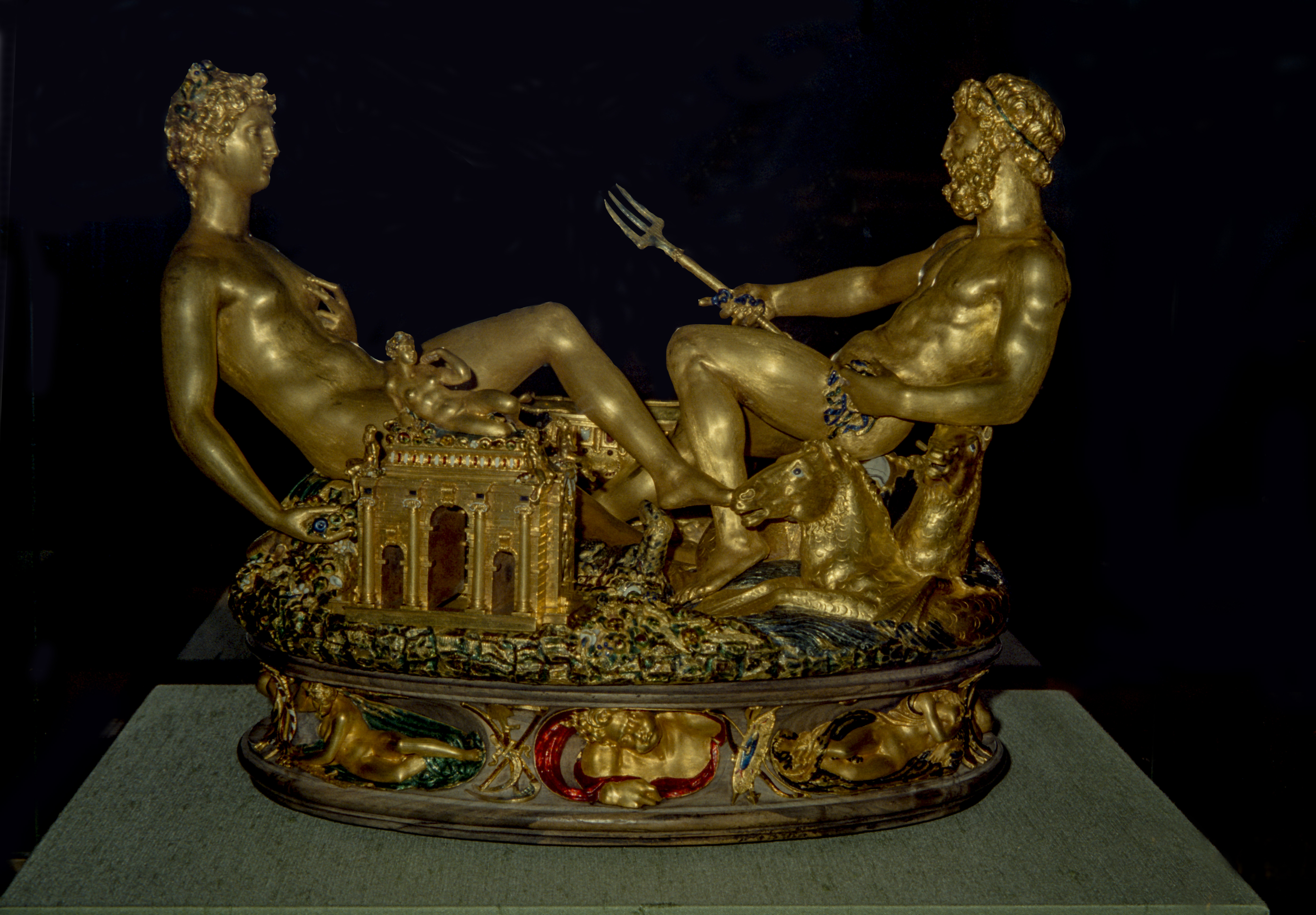
Zlatá slánka (1541–43) Vídeň, Uměleckohistorické muzeum
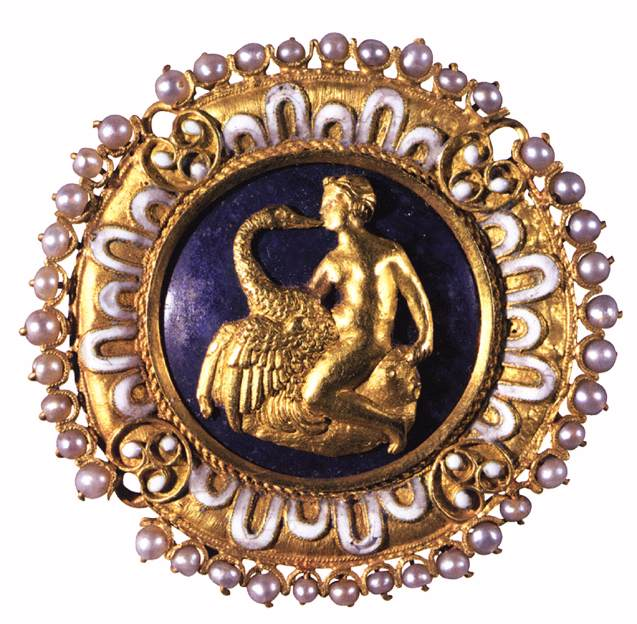
Medailon Leda s labutí
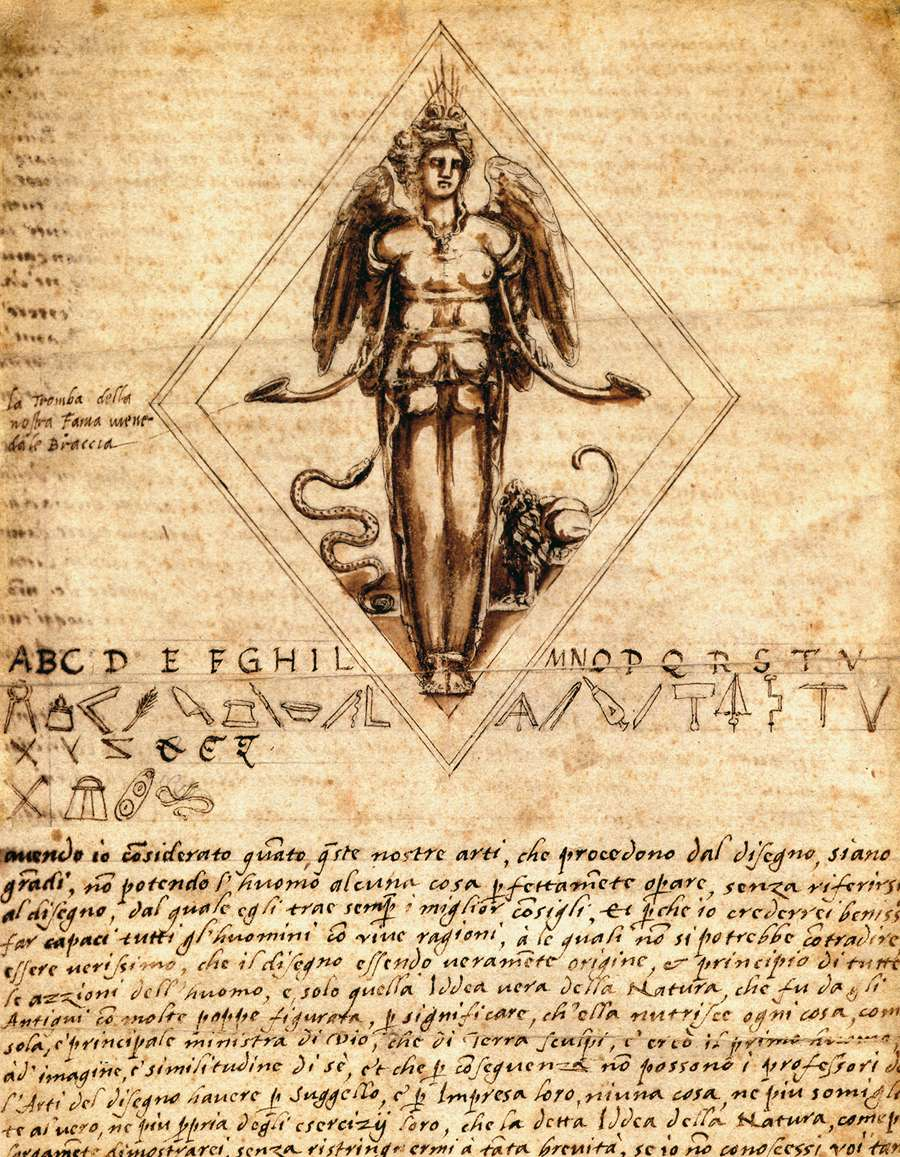
Návrh na pečeť s Dianou